# Pippo Matino
Pippo Matino (Portici, 19 dicembre 1965) è un bassista italiano.

## Biografia
Matino al basso elettrico suona il jazz, il funky, il blues, il rock e la musica leggera italiana; negli ultimi 20 anni, ha realizzato sia come solista che come co-leader, 7 Projects. Bassa Tensione (Vvj), Essential Team (Alfa Music- Egea), Third, Joe Zawinul Tribute e Bassvoice Project (Wide Sound), Trio Ostiko (Vvj), Tree Cool Cats (Millesuoni Records).
Nel 1993 produce il suo primo cd con la Via Veneto Jazz denominato ” Bassa Tensione”, che fu anche il primo per l'etichetta romana.
Ha partecipato a diverse manifestazioni sul basso elettrico sia in Italia che in Europa dall'Eurobassday di Verona al Guitar Show di Londra, Musikmesse Francoforte, Disma Rimini, Polland Bass Day, Bass Player Live di New York e di Los Angeles, NAMM Show di L.A, Sound Expo di Verona, Bologna Music Show, Meet di Milano, Sol Music di Palermo, Sgh di Milano.
Alla Berklee College of Music di Boston nel 2006 ha tenuto una "masterclass". Insegna basso elettrico al Conservatorio Nicola Sala di Benevento e in diverse strutture scolastiche Italiane.
Con il chitarrista Rocco Zifarelli ed il batterista cubano Horacio “El Negro” Hernandez forma un trio Italo-Cubano.
Ha suonato con gli Essential Team, altra band, dove si sono alternati i batteristi Pietro Iodice, Sergio Di Natale, Claudio Romano ed i sassofonisti Rosario Giuliani, Javier Girotto o Giulio Martino, Roberto Schiano (Skianovic) al trombone.
Ha collaborato a diversi progetti jazz-rock e fusion in Italia : con Flavio Boltro - Road Runner, con Agostino Marangolo - Day by Day, con Ernesto Vitolo - Piano E Beat e Vintage Hands, con Francesco Bruno - El Lugar e Quarzarat, con Andrea Marchesini - Diffusioni, con Rocco Zifarelli - Lyndon , con Sergio di Natale - August, con Lello Panico - Fronne. Ha inoltre collaborato con diversi artisti tra cui Billy Cobham, Mike Stern, Stefano di Battista, Flavio Boltro, Horacio “EL Negro” Hernandez, Agostino Marangolo, Javier Girotto, Ronnie Cuber, Giovanni Imparato, Robin Eubanks, Paco Sery, Bireli Lagrene, Lele Melotti.
Dal 2010 , con Rita Marcotulli, fa parte del gruppo "Us and Theme" progetto dedicato alla musica dei Pink Floyd.
Il 31 luglio 2015, nell'ambito della manifestazione "Bravo Jazz" a Sanremo, è stato guest, con la pianista-cantante cubana Janysett McPherson, del "Pino Daniele Project" di Luciano del Gaudio.

## Discografia

### Solista
- Bassa Tensione
- Essential Team
- Third
- Joe Zawinul Tribute
- BassVoice Project
- Trio Ostiko
- Tree Cool Cats